# Enrico Atzeni
Pour les articles homonymes, voir Atzeni.
Enrico Atzeni, né à Cagliari et mort le 23 décembre 2023, est un archéologue et professeur éminent connaisseur de la civilisation nuragique.

## Publications
- (it) La dea madre nelle culture prenuragiche, Gallizzi, Sassari, 1978
- (it) Menhirs antropomorfi e statue-menhirs della Sardegna, Tipografia Moderna, La Spezia, 1980
- (it) La preistoria del Sulcis Iglesiente, STEF, Cagliari, 1987
- (it) Enrico Atzeni, Cagliari preistorica, Cuec, 2003, 96 p.
- (it) Enrico Atzeni, La preistoria del Golfo di Cagliari, Edizioni AV, 2007, 544 p.
- (it) Laconi, il museo delle statue-menhir, Sassari, Carlo Delfino, 2004, 77 p. (ISBN 88-7138-315-X, lire en ligne)
- (it) Enrico Atzeni, Ricerche preistoriche in Sardegna, Edizioni AV, 2005, 484 p.

## Sources
1. ↑  (it) Massimiliano Rais, « Addio a Enrico Atzeni, l’archeologo che conosceva i segreti della Sardegna più antica », sur L'Unione Sarda.it, 24 décembre 2023 (consulté le 7 octobre 2024)

- Voir liens externes